# Kleombrotos I.
Kleombrotos I. (altgriechisch Κλεόμβροτος Kleómbrotos; † 371 v. Chr., verm. am 5. August) war der Sohn des Pausanias und ein spartanischer König aus dem Geschlecht der Agiaden.

## Thronbesteigung
Nachdem sein Vater 395 v. Chr. wegen des Vorwurfs der Bestechlichkeit aus Sparta geflohen war, wurde Kleombrotos’ Bruder Agesipolis sein Nachfolger. Da sie beide noch Kinder waren, standen sie zunächst unter der Vormundschaft des Aristodemos. Als Agesipolis 380 v. Chr. kinderlos verstarb, wurde Kleombrotos selbst König. Über eine eigenständige politische Tätigkeit Kleombrotos’ ist nichts bekannt – er stand völlig im Schatten seines Mitkönigs Agesilaos II.

## Erster Feldzug gegen Theben
Im Frühling 378 v. Chr. wurde Kleombrotos von den Ephoren als Heerführer gegen Theben ausgesandt. Es gelang ihm ohne größere Probleme, das Kontingent, das den Pass am Kithairon bewachte, zu überwältigen und in Böotien einzudringen. Er lagerte sechzehn Tage im thebanischen Gebiet. Danach begab er sich ohne weitere Maßnahmen nach Thespiai und ließ dort Sphoridas mit einem Teil seiner Streitmacht als Harmost zurück. Die Soldaten waren über das Handeln des Kleombrotos verwundert und fragten sich, ob man sich im Krieg oder Frieden befände. Auf dem Rückmarsch kam der Tross in ein Unwetter und man verlor im Gebirge viele Packesel. Kleombrotos’ Tatenlosigkeit stieß auch Zuhause auf Unverständnis. Aus diesem Grund bestimmte man für die nächsten beiden Expeditionen Agesilaos II. als Heerführer.

## Zweiter Feldzug gegen Theben
376 v. Chr., als Agesilaos erkrankt war, vertraute man die Heerführung wieder Kleombrotos an. Er rückte bis zum Kithairon vor und beauftragte die Peltasten mit der Beseitigung der Wachposten am Pass. Sie stießen jedoch auf starke Gegenwehr. Als 40 von ihnen gefallen waren, entschied Kleombrotos, wieder nach Sparta zurückzukehren. Dieser Misserfolg vergrößerte den Argwohn gegenüber Kleombrotos.

## Intervention in Phokis
Im Frühjahr 374 v. Chr. fielen die Thebaner in Phokis ein. Kleombrotos setzte mit vier Regimentern und entsprechenden Einheiten der Verbündeten über den Golf von Korinth. Als die Thebaner von seinem Eintreffen erfuhren, zogen sie sich wieder nach Böotien zurück. Kleombrotos blieb bis 371 v. Chr. dort.

## Dritter Feldzug gegen Theben
Nach dem Friedensschluss mit Athen bekam Kleombrotos den Auftrag, gegen Theben zu Felde zu ziehen. Er umging den Pass von Koroneia, der von Epaminondas besetzt war, und eroberte zunächst die Hafenstadt Kreusis und 12 dort liegende Trieren. Nun marschierte er Richtung Theben und traf bei Leuktra auf das thebanische Heer, das von den Feldherren Epaminondas und Pelopidas angeführt wurden. Von Sparta kam ihm Archidamos, der Sohn des Agesilaos, zu Hilfe. Es kam zur Schlacht und unter den ersten, die fielen, war Kleombrotos. Es wurde ein Debakel für die Spartanische Armee; während sie Verluste von 1000 Soldaten hinnehmen musste, fielen auf thebanischer Seite nur 47.
Mit dieser Niederlage endete die spartanische Vorherrschaft in Griechenland. Nachfolger von Kleombrotos wurde sein ältester Sohn Agesipolis. Sein jüngerer Sohn war Kleomenes.